# Alvarsnäcka
Alvarsnäcka (Helicopsis striata) är en snäckart som först beskrevs av Müller 1774.  Alvarsnäcka ingår i släktet Helicopsis, och familjen storsnäckor. IUCN kategoriserar arten globalt som livskraftig. Enligt den svenska rödlistan är arten nära hotad i Sverige. Arten förekommer på Öland. Artens livsmiljö är jordbrukslandskap.